# Yves Deroff
Yves Deroff, né le 29 août 1978 à Maisons-Laffitte (Yvelines), est un footballeur français.

## Biographie

### Carrière professionnelle
Pour sa première saison en professionnel, Yves Deroff et le FC Nantes atteignent la finale de la Coupe de France 1999 et la gagnent.
Quelques jours plus tard, le 29 mai 1999, au retour des vestiaires d'un FC Nantes-Olympique de Marseille comptant pour le championnat : le Marseillais Patrick Blondeau tacle violemment Yves Deroff qui s'effondre, victime d'une double fracture tibia-péroné. Il est éloigné des terrains durant six mois.
En mai 2009, Yves Deroff remporte la Coupe de France avec l'EA Guingamp, dix ans après la première. Un an plus tard, l'EAG est relégué en National, arrivé en fin de contrat, le club ne propose pas de prolongation à Deroff.
Après un stage UNFP, Deroff a quelques touches avec le Paris FC et l'USJA Carquefou. Il ne ferme pas ces portes-là, mais pense pouvoir continuer en professionnel. Une offre du Angers SCO arrive et Deroff s'engage avec les angevins.

### Carrière amateur
À 34 ans, après une belle carrière professionnelle, Yves Deroff s’engage jusqu’en 2014 avec le Blois Foot 41, passant de la Ligue 2 à la Division d'Honneur Centre. Dans le même temps, Deroff suit un BTS en œnologie et viticulture, une passion depuis alors une dizaine d'années. Deroff quitte le club en 2014 après avoir remporté la Coupe du Loir-et-Cher.
De retour dans la région nantaise en 2014, il signe pour 6 mois dans le club amateur de L'Union Sportive Thouaréenne (DRH) pour donner un coup de main et partager son expérience d'ancien professionnel. Depuis il joue toujours en équipe loisirs avec d'autres anciens pros mais cette fois à L'AC Chapelain.

## Style de jeu
Yves Deroff est un défenseur latéral droit connu pour sa vivacité dans les duels, la qualité de centres, ses dédoublements et un esprit offensif.

## Statistiques
Ce tableau présente les statistiques d'Yves Deroff,.
| Saison                | Club                  | Championnat           | Championnat | Championnat | Coupe nationale | Coupe nationale | Coupe de la Ligue | Coupe de la Ligue | Supercoupe | Supercoupe | Compétition(s) continentale(s) | Compétition(s) continentale(s) | Compétition(s) continentale(s) | Total | Total |
| Saison                | Club                  | Division              | M.          | B.          | M.              | B.              | M.                | B.                | M.         | B.         | Comp.                          | M.                             | B.                             | M.    | B.    |
| 1998-1999             | FC Nantes             | D1                    | 22          | 0           | 5               | 1               | 1                 | 0                 | -          | -          | -                              | -                              | -                              | 28    | 1     |
| 1999-2000             | FC Nantes             | D1                    | 6           | 0           | 1               | 0               | -                 | -                 | -          | -          | C3                             | 1                              | 0                              | 8     | 0     |
| 2000-2001             | FC Nantes             | D1                    | 7           | 0           | 3               | 0               | 3                 | 0                 | -          | -          | -                              | -                              | -                              | 13    | 0     |
| 2001-2002             | FC Nantes             | D1                    | 10          | 0           | -               | -               | 1                 | 0                 | -          | -          | C1                             | 7                              | 0                              | 18    | 0     |
| Sous-total            | Sous-total            | Sous-total            | 45          | 0           | 9               | 1               | 5                 | 0                 | -          | -          | -                              | 8                              | 0                              | 67    | 1     |
| 2002-2003             | RC Strasbourg         | Ligue 1               | 31          | 1           | 1               | 0               | 1                 | 0                 | -          | -          | -                              | -                              | -                              | 33    | 1     |
| 2003-2004             | RC Strasbourg         | Ligue 1               | 31          | 0           | 1               | 0               | 1                 | 0                 | -          | -          | -                              | -                              | -                              | 33    | 0     |
| 2004-2005             | RC Strasbourg         | Ligue 1               | 22          | 1           | 1               | 0               | 2                 | 0                 | -          | -          | -                              | -                              | -                              | 25    | 1     |
| 2005-2006             | RC Strasbourg         | Ligue 1               | 29          | 0           | 1               | 0               | 1                 | 0                 | -          | -          | C3                             | 9                              | 0                              | 40    | 0     |
| 2006-2007             | RC Strasbourg         | Ligue 2               | 34          | 0           | 2               | 0               | 2                 | 0                 | -          | -          | -                              | -                              | -                              | 38    | 0     |
| Sous-total            | Sous-total            | Sous-total            | 147         | 2           | 6               | 0               | 7                 | 0                 | -          | -          | -                              | 9                              | 0                              | 169   | 2     |
| 2007-2008             | EA Guingamp           | Ligue 2               | 35          | 0           | 2               | 0               | 1                 | 0                 | -          | -          | -                              | -                              | -                              | 38    | 0     |
| 2008-2009             | EA Guingamp           | Ligue 2               | 35          | 0           | 8               | 0               | 3                 | 0                 | -          | -          | -                              | -                              | -                              | 46    | 0     |
| 2009-2010             | EA Guingamp           | Ligue 2               | 24          | 0           | 1               | 0               | -                 | -                 | 1          | 0          | C3                             | 2                              | 0                              | 28    | 0     |
| Sous-total            | Sous-total            | Sous-total            | 94          | 0           | 11              | 0               | 4                 | 0                 | 1          | 0          | -                              | 2                              | 0                              | 112   | 0     |
| 2010-2011             | SCO Angers            | Ligue 2               | 22          | 0           | 4               | 0               | -                 | -                 | -          | -          | -                              | -                              | -                              | 26    | 0     |
| 2011-2012             | SCO Angers            | Ligue 2               | 12          | 0           | 3               | 0               | -                 | -                 | -          | -          | -                              | -                              | -                              | 15    | 0     |
| Sous-total            | Sous-total            | Sous-total            | 34          | 0           | 7               | 0               | -                 | -                 | -          | -          | -                              | -                              | -                              | 41    | 0     |
| 2012-2013             | Blois Foot 41         | DH Centre             | -           | -           | 2               | 0               | -                 | -                 | -          | -          | -                              | -                              | -                              | 2     | 0     |
| 2013-2014             | Blois Foot 41         | DH Centre             | -           | -           | 1               | 0               | -                 | -                 | -          | -          | -                              | -                              | -                              | 1     | 0     |
| Total sur la carrière | Total sur la carrière | Total sur la carrière | 320         | 2           | 36              | 1               | 16                | 0                 | 1          | 0          | -                              | 19                             | 0                              | 392   | 3     |

## Palmarès
Championnat de France (1)
- Champion en 2001

Coupe de France (3)
- Vainqueur en 1999, 2000 et 2009

Coupe de la Ligue (1)
- Vainqueur en 2005

Championnat d'Europe U18 (1)
- Vainqueur du 1997

Trophée des champions
- Finaliste en 2009